# 알렉스 파우노빅

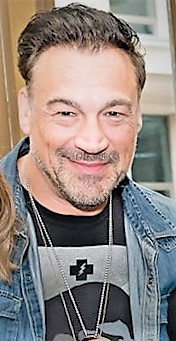

앨릭스 포노빅(Aleks Paunovic, 1969년 6월 29일 ~ )은 캐나다의 배우, 각본가이다.
위니펙에서 태어났다.

## 출연 작품
- 퍼펫 킬러 (2019년)
- 콜드 체이싱 (2019년) - 오스가르드 형사 역
- 더 쉬프먼트 (2018년)
- 하드 파우더 (2018년)
- 시베리아 (2018년) - 예프렘 역
- 어 베리 소디드 웨딩 (2017년)
- 혹성탈출: 종의 전쟁 (2017년) - 윈터 역
- 유치원에 간 사나이 2 (2016년)
- 뱃지 오브 아너 (2015년)
- 벤데타 (2015년)
- 블랙웨이 (2015년)
- 데드 라이징: 와치타워 (2015년)
- 에드워드 (2015, Eadweard) - 대장장이 역
- 얼라이브 (2015, Numb) - 리 역
- 왓 언 이디엇 (2014년)
- 마린 3 (2013년)
- 디스 민즈 워 (2012년)
- 왕의 이름으로 2 (2011년) - 알라드 역
- Guido Superstar: The Rise of Guido (2010)
- 리버월드 (2010년)
- 찰리 (2009년)
- 퍼스널 이펙츠 (2009년) - 톰 역
- 드리븐 투 킬 (2009년)
- 하트 오브 어 드래곤 (2008년)
- 타미 길들이기 (2007년)
- 매니터 (2007년)
- 딥 블루 씨: 크라켄 (2006년)
- 체이싱 크리스마스 (2005년)
- 페인킬러 제인 (2005년)
- 브레이크어웨이 (2002년)
- 아이 스파이 (2002년)

### 텔레비전
- 더크 젠틀리의 전체론적 탐정 사무소
- 아이 좀비
- 세이브드 (2006년)
- 반 헬싱 (2016년)
- 배틀스타 갤럭티카 - 2004년 시리즈 (2004년)